# Oedothorax limatus
Oedothorax limatus är en spindelart som beskrevs av Crosby 1905. Oedothorax limatus ingår i släktet Oedothorax och familjen täckvävarspindlar. Inga underarter finns listade i Catalogue of Life.